# Альтамирано, Игнасио Мануэль
Игнасио Мануэль Альтамирано (1834—1893) — мексиканский писатель, военный и общественный деятель. Получил образование в Литературном институте города Толука на стипендию для учащихся-индейцев. Далее изучал юриспруденцию в Колехио Летран (исп. Colegio de San Juan de Letrán).

## Биография

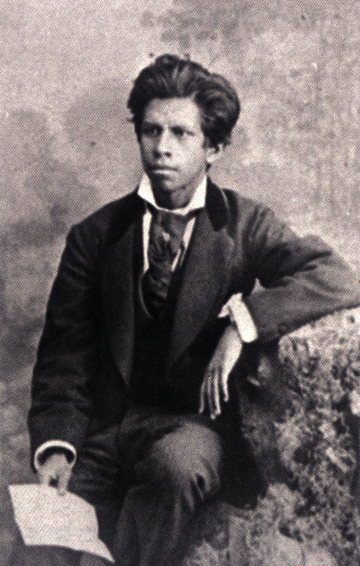
Альтамирано в юности

В 1855 году присоединился к движению против диктатуры генерала Антонио де Санта-Анны (Революция Аютлы). Был заметной фигурой левого крыла либеральной партии — «пурос», сражался в войне за Реформу. В 1858—1871 годах входил в ближайшее окружение президента Бенито Хуареса. В 1862—1867 годах участвовал в отражении англо-франко-испанской интервенции, окончив войну полковником.
Альтамирано был основателем ряда периодических изданий: «Эль федералиста» (1867), «Эль коррео де Мехико» (1867), «Ла трибуна» (1875), «Ла република» (1980); «Ла ренасимьенто» (1869), сыгравшего большую роль в политической стабилизации.
В 1870—1880-е годы Альтамирано возглавляет движение «литературного мексиканизма», провозглашавшего принцип культурного освобождения и самоутверждения. Большое внимание Альтамирано уделял проблеме соотношения национальной традиции и европейского наследия, своеобразия испанского языка в странах Латинской Америки. В художественном творчестве Альтамирано романтическое мироощущение сочетается с костумбристской тягой к изображению национальной конкретики и элементами реалистического метода.
Трижды избирался депутатом Палаты депутатов Конгресса. В 1870 году был посвящён в масонство, в 1879 году достиг 33-й степени.
Умер 13 февраля 1893 года в Сан-Ремо (Италия). Останки кремированы, был похоронен на родине.

## Память
В 1934 году его прах был перезахоронен на Ротонде выдающихся деятелей.
13 февраля 1960 года в Сан-Ремо (Италия) был открыт памятник Игнасио Мануэлю Альтамирано, подаренный городу президентом Адольфо Лопесом Матеосом.
Мексиканских учителей награждают медалью «Игнасио Мануэль Альтамирано» за 50 лет педагогического стажа.
13 февраля 1993 года его имя было высечено золотыми буквами (бронзой с позолотой) на Стене почёта в зале заседаний Палаты депутатов мексиканского Конгресса.